# Norev

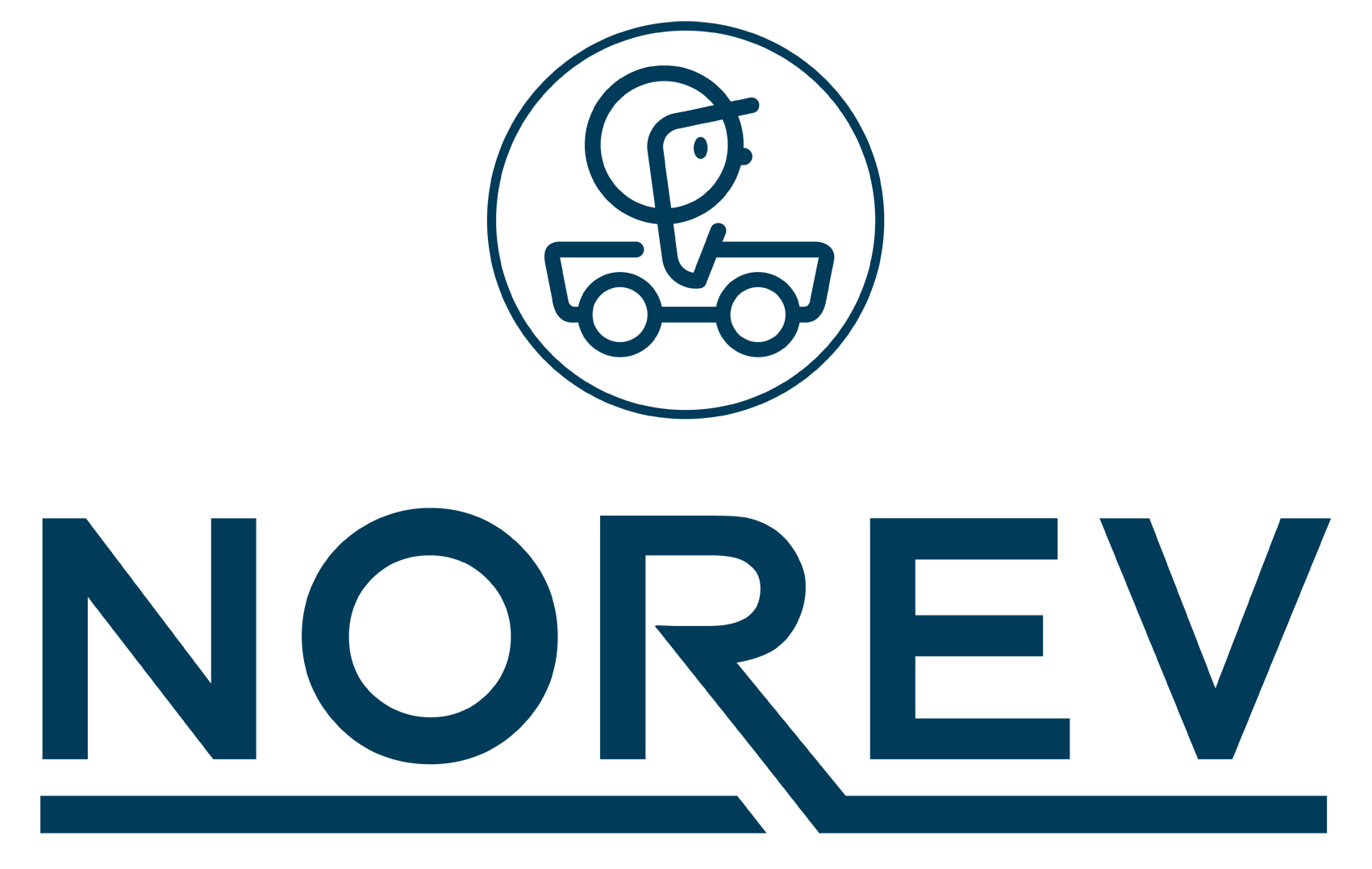
NOREV-Logo aus dem Jahr 2014

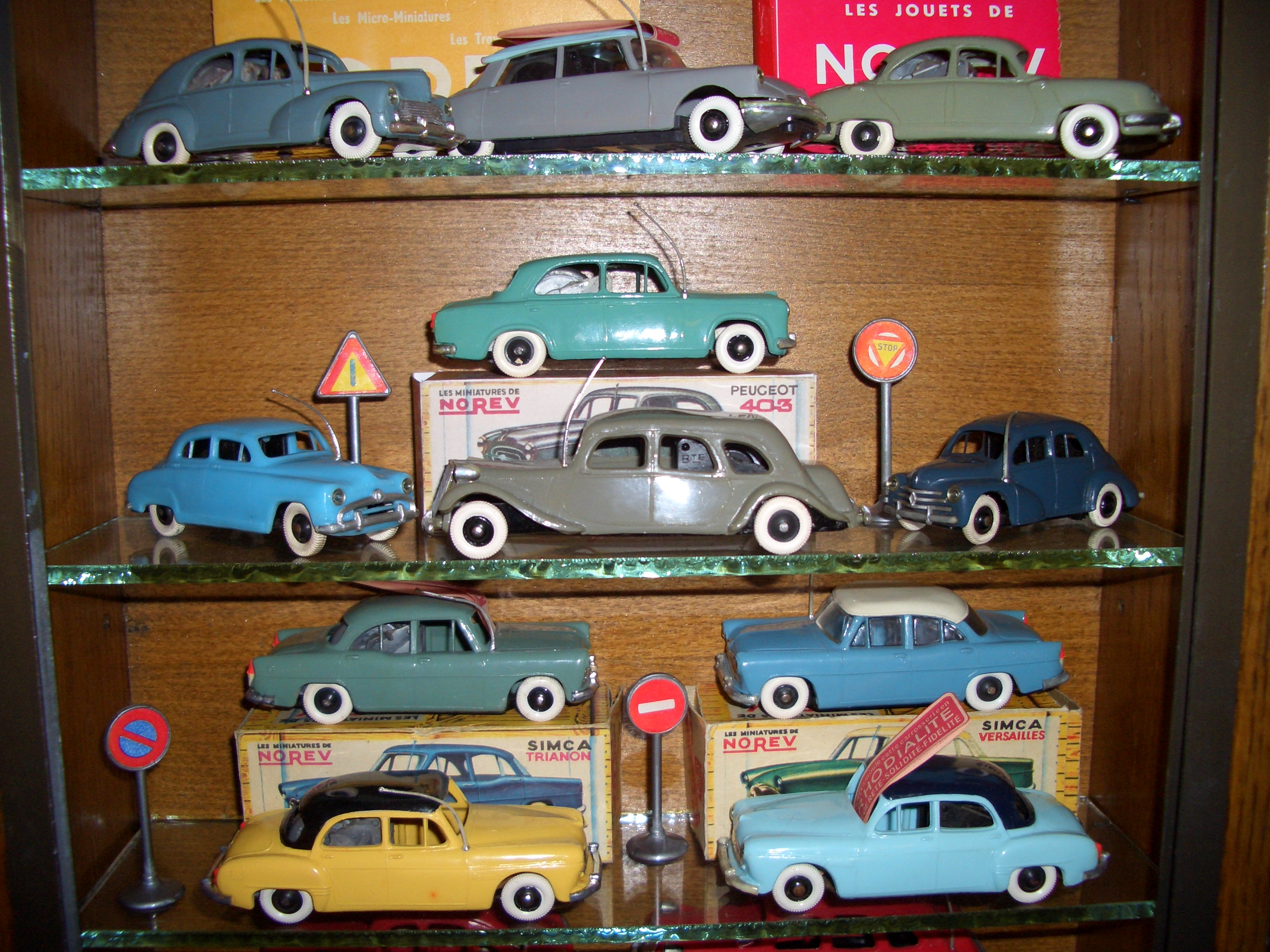
Frühe Modelle von Norev

Norev ist ein französischer Markenname, unter dem seit 1954 Spielzeug- und Modellautos, zunächst vorwiegend aus Kunststoff, vertrieben werden. Mit Stand 2019 sind solche in den Maßstäben 1:12, 1:18, 1:43, 1:50, 1:64 und 1:87 am Markt erhältlich. Diese Modellautos werden auch heute noch von der gleichnamigen Firma Norev mit Sitz in Vaulx-en-Velin im östlichen Ballungsgebiet von Lyon vertrieben.
Mit Stand 2017 erwirtschaftet die Firma mit rund 300 Mitarbeitern einen Umsatz von rund 14 Millionen Euro und vertrieb etwa 1.800.000 Automodelle.
Der Marken- und Firmenname basiert auf der umgekehrten Schreibweise des Familiennamen Véron der drei Brüder mit dem Vornamen Paul, Joseph und Émile, die die Firma im September 1945 gegründet haben. Émile Véron gründete 1961 auch die Firma Majorette, deren Markenname aktuell der Simba-Dickie-Group gehört, zu der auch das Modellbahnunternehmen Märklin gehört.